# Падалко, Маричка
Мари́чка Па́далко (наст. имя — Мари́я Влади́мировна Па́далко; род. 26 февраля 1976, Киев) — украинская журналистка, ведущая программы новостей ТСН на телеканале 1+1.

## Биография
Родилась 26 февраля 1976 года в Киеве. Отец — переводчик с английского, мать — преподаватель иностранных языков. В 1993 году окончила среднюю школу № 57, все десять лет в которой до сих пор вспоминает как лучшие.

Всё детство родители меня готовили к поступлению на английскую филологию в Киевский лингвистический университет. У меня была специализированная школа, частный преподаватель из университета с 9-го класса. Кстати, я первые деньги заработала знанием языка. У нас только начали появляться импортные товары. Кто-то принес маме инструкцию от радиотелефона, и я за перевод получила 30 долларов. Это были в то время очень большие деньги.
Будучи студенткой, по программе обмена Правительства США (Freedom Support Act) успела поучиться на факультете журналистики Университета штата Флорида. Там в местной газете и получила свой первый журналистский опыт.
В 1998 году окончила Киевский государственный лингвистический университет по специальности английский и немецкий языки.
В 1999 году провела несколько месяцев стажировки на Украинской службе ВВС в Лондоне. В октябре 1999 года впервые попала на телевидение.
На украинское телевидение попала при участии олимпийской чемпионки по спортивной гимнастике Лилии Подкопаевой. «Поскольку я не безразлична к спорту и патриотка, я смотрела Олимпиаду в Атланте и была восхищена победой Лили Подкопаевой. Так случилось, что мы с ней въехали в один дом. На следующий день после того, как я узнала, что она там живёт, я просто с цветами пошла к ней, познакомилась». Однажды к Подкопаевой приехали телевизионщики с «Первого национального телеканала» и Падалко познакомилась с ними. А поскольку у неё на то время появился Интернет и она знала английский, то могла получать информацию, например, о матчах Лиги чемпионов, быстрее, чем они через телетайп. Так она начала звонить журналистам и диктовать счета из Интернета. Потом пошла на практику в программу «Мир спорта» и осталась на телевидении.
26 июня 2002 года работает на телеканале 1+1. Сначала работала ведущей спортивных новостей «Проспорт», а с 2006 года — ведущей ТСН. Вместе с Юрием Горбуновым вела воскресную утреннюю программу «Завтрак +», которая была в эфире с 2006 по 2008 год.
С 2009 по 2010 год была ведущей утреннего шоу «Завтрак с 1+1». Позже вела рубрику «Мамин дневник» в этой программе.
Вместе с Егором Гордеевым вела выпуски ТСН в рамках утреннего шоу «Завтрак с 1+1». Также вела программу «Маричкин кинозал», где рассказывала малышам о мультфильмах.
В 2009 году участвовала в танцевальном шоу «Танцую для тебя».
На данный момент — одна из постоянных ведущих ТСН и специальный корреспондент.

## Семья
По собственному признанию, долгое время "вообще не хотела детей. Была убежденной карьеристкой! Материнский инстинкт у меня проснулся ближе к 30-ти. Вот только забеременеть я не могла. Физически я была абсолютно здорова, но детей у нас с первым мужем, с которым мы прожили 15 лет, не было. Интересно, что, когда наши дороги разошлись, и он, и я благополучно стали родителями». Первый раз вышла замуж в 22 года. 
Ныне замужем за Народным депутатом Украины и журналистом Егором Соболевым. Дети: сын Михаил (2007 г. р.), дочери Мария (2008 г. р.) и Екатерина (2010 г. р.).